# Táborszky Ottó
Táborszky Ottó (Táborsky Ottó, Pöltschach, Ausztria, 1852. július 26. – Budapest, 1902. április 6.) múzeumigazgató, gépészmérnök. Iparoktatást és iparfejlesztést tanított.

## Életpályája
A Technológiai Iparmúzeum igazgatója volt tizenkilencen éven keresztül, mely állásra még Trefort Ágoston miniszter nevezte ki. Mint előadó-tanár az iparoktatás és iparfejlesztés terén működött. 1889. január 1-jétől 1901-ig szerkesztette és kiadta a Technológiai Lapok című szakfolyóiratot.

## Munkái
1. Gőzkazánok. Kézikönyv gőzgép-kezelők, fűtők, kazán-tulajdonosok, gyári- és gazdasági hivatalnokok számára 284 szövegábrával és 4 rajzmelléklettel. Bpest, 1886.
2. A lokomobilok szerkezete és kezelése... 283 fametszetű ábrával. Uo. 1887.
3. A magyar kir. technologiai ipar-múzeum. Az 1896. évi ezredéves országos kiállítás alkalmából. 8 képmelléklettel. Uo. 1896. (Hegedűs Károlylyal.)
4. Jelentés a m. kir. technologiai iparmúzeum működéséről 1887-1900. Uo. 1888-1900. 15 füzet. (Hegedűs Károllyal).